# Callosciurinae
Callosciurinae — азійська підродина вивірок, що включає понад 60 видів (здебільшого в Південно-Східній Азії), названих на честь роду Callosciurus, що означає «красиві вивірки».
Підродина поділяється на дві триби: Funambulini, яка містить єдиний рід Funambulus і Callosciurini, яка містить решту родів підродини.

## Морфологічні особливості
Багато видів забарвлені в червоний, золотисто-жовтий або білий колір і часто мають візерунок яскравих тонів. Хвости більш-менш пухнасті, більшість видів не мають вушних пучків. Однак зоологи об'єднують види в цю підродину на основі різних анатомічних особливостей черепа та зубів. У всіх видів красивих білок на кожній половині верхньої щелепи є різець (різець), за яким йде зубна щілина (діастема). Далі йдуть два премоляри і три моляри. На нижній щелепі, однак, формується лише один премоляр. Загалом тварини мають набір із 22 зубів.

## Спосіб життя
Більшість Callosciurinae ведуть денний спосіб життя і пристосовані до суворого життя на деревах, тобто деревного способу життя.